# Agnes de Glasgow
Agnes de Glasgow (1760–1780) é uma figura da Cultura Americana, embora fosse uma mulher escocesa.

## Biografia
Nascida em Glasgow, na Escócia, em 1760, Agnes acompanhou o seu amante, o tenente Angus McPherson, que era um oficial do Exército Britânico para a América, durante a Revolução Americana. Ela partiu num navio da Inglaterra para a América, e aportou em Charleston, na Carolina do Sul. Agnes pensava que a unidade do seu amante estava em Camden, no Condado de Kershaw, na Carolina do Sul, e depois de ouvir dizer que ele tinha sido ferido, ela vagou por várias cidades e pelas florestas à procura dele ou de alguém que o conhecesse, até que finalmente chegou à área de Camden. No entanto, acabou por adoecer e morreu antes de o encontrar. Foi enterrada durante a noite por um índio Wateree chamado King Haigler, de quem tinha se tornado amiga.
Essa história é suspeita, visto que King Haigler foi morto em 30 de agosto de 1763 pela tribo Shawnee, enquanto viajava entre o assentamento Waxhaws em Cane Creek e uma cidade de Catawba em Twelve Mile Creek. Sua morte foi 17 anos antes de Agnes chegar em Camden. No entanto, sabe-se que ela foi até lá à procura do tenente McPherson, morreu e foi enterrada em Camden. 

## Legado
Há uma lenda local que diz que Agnes ainda procura o seu amado e que o seu fantasma assombra o "antigo cemitério presbiteriano" onde foi enterrada, assim como a floresta que o rodeia, até aos dias de hoje. A lenda tornou-se de tal forma conhecida que atraiu a comunicação social à Carolina do Sul, assim como caçadores de fantasmas de todos os Estados Unidos. Os historiadores locais confirmaram que o Exército Britânico esteve em Camden durante aquele ano, mas, uma vez que não se sabe ao certo em que mês Agnes morreu, não é possível saber se estavam em Camden na altura da sua morte.
A área do Cemitério Quaker tornou-se referência turística, devido ao conto.